# Iphyria claralata
Iphyria claralata är en mångfotingart som beskrevs av Chamberlin 1941. Iphyria claralata ingår i släktet Iphyria och familjen Chelodesmidae. Inga underarter finns listade i Catalogue of Life.